# 祝詞

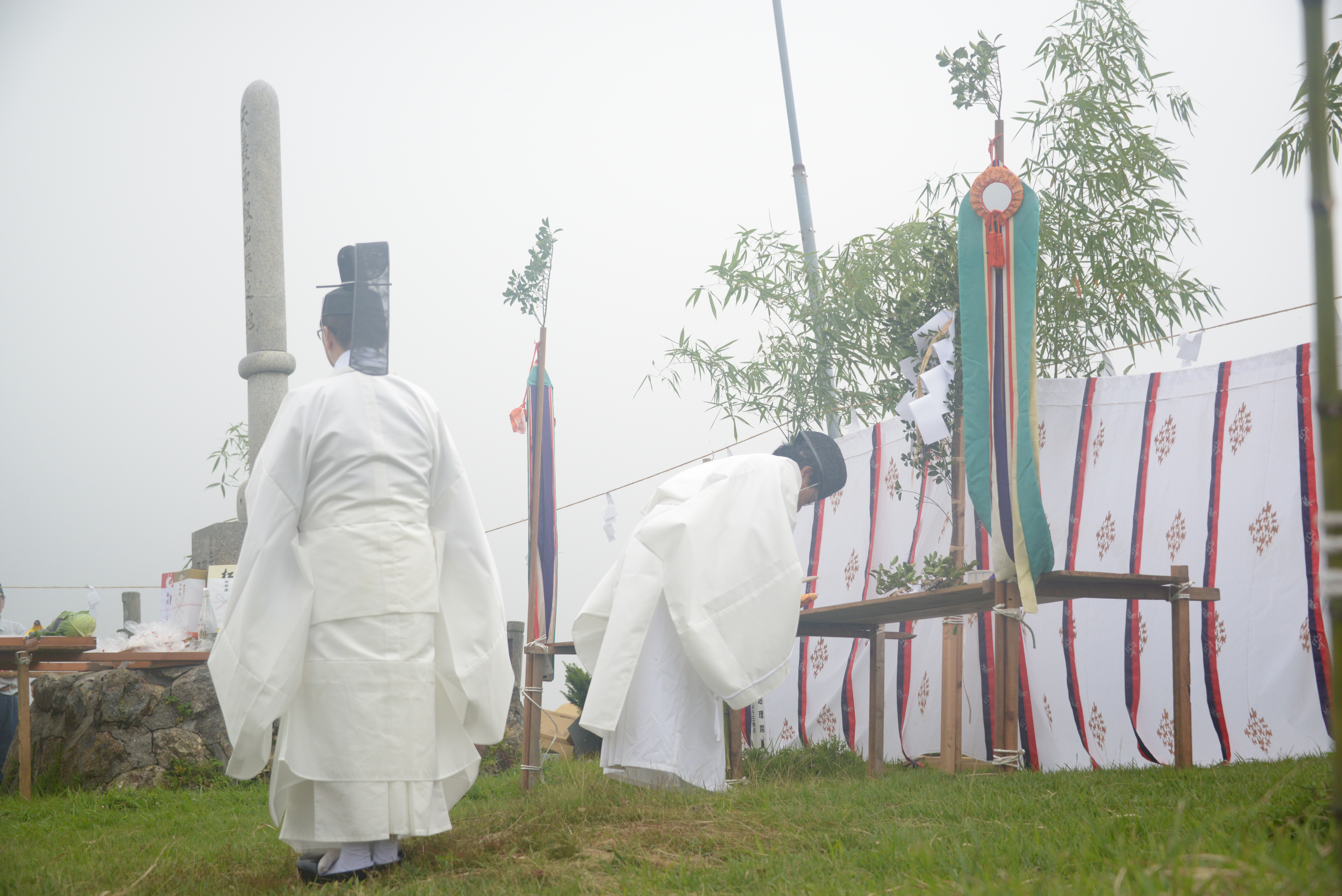
祝詞の様子

祝詞（のりと）は、神道の祭祀において神に対して唱える言葉で、文体・措辞・書式などに固有の特徴を持つ。

## 概説

### 語義・語源
ノリトのノリは「宣る」の名詞形で、呪的に重大な発言をすること。トは屎戸・詛戸・事戸などのトと同様に呪的な行為や物につける接尾語と解するのが、通説となりつつある。賀茂真淵は詔賜言（のりたべごと）、本居宣長は宣説言（のりときごと）をノリトの語源と説いたが、こんにちでは認められていない。本来はノリトの語形であったのがコト（言）を加えてノリトゴトとなったとする説と、逆にノリトゴトの語形だったのがノリトと略されたとする説とがある。平安時代後期以降は音便化してノットとも呼ばれるようになった。

### ノリトの表記
ノリトに「祝詞」の字をあてたのは、中国における用字「祝文」の「文」を「詞」に変えたもので、「祝文」は巫祝が神に対して申した言葉を意味する。古代律令制下における法制上の用語としては「祝詞」で統一されているが、他に以下のような表記がある。
- 詔戸言（のりとごと）……『古事記』上巻
- 諄辞（のりと）……『日本書紀』神代上
- 詔刀（のりと）……『延喜式』巻四
- 詔刀言（のりとごと）……『中臣寿詞』
- 告刀（のりと）……『皇大神宮儀式帳』
- 法刀言（のりとごと）……『令集解』

### 文体と内容
後述の延喜式所載の祝詞の文体は、宣命体と奏上体の二種に大別できる。宣命体は「諸聞き食へよと宣ふ」「称へ辞竟へ奉らくと宣ふ」のような語句で終え、祭祀の場に参集した人々に宣読する形式のものである。それに対し、奏上体では「申し給はくと申す」「称へ辞竟へ奉らくと申す」などと終え、直接神に対して奏上する形式のものである。ノリトのノリに「宣り聞かせる」という意味があることから、宣命体の祝詞が古く、本義を伝えるものであるとも考えられるが、軽々には決着がつけがたい。
折口信夫は日本文学の発生を信仰起源説に起き、文学の発生をうながした口頭詞章のひとつとして呪言を想定した。呪言には上から下へ宣り下す詞章と、下から上へ申し開きをする詞章があり、前者は神が精霊に命令し、後者は精霊が神に屈服を誓約する言葉である。これが天皇と臣下の関係に移行して、前者がノリト、後者がヨゴトと称されるようになったという。また、神より命令された精霊が、さらに下の精霊に伝達する言葉をイワイゴトであるとした。

### 構成と表現法
延喜式祝詞の多くは、おおよそまず祭神の御名を唱え、あるいは神代の伝承から説き起こして当該祭祀の由来を述べ、つづいて神徳を称え、神饌や幣帛を奉り、祈願の趣旨が述べる。より後代に成立したと目される祝詞においては、冒頭における神代の伝承を省くものもある。その表現法は、比喩、列挙、反復、対語、対句などの修辞が用いられ、善言美辞をつくし、荘重な格調を織りなすものとなっている。

### 表記法
厳粛であるべき祭祀の場において読み誤りを防ぐため、祝詞においては独特な表記法がとられている。すべて漢字が用いられているものの、漢文ではなく日本語の語順によって、主に体言や動詞、形容詞の語幹が正訓字として大きく書かれ、用言の活用語尾や助詞、助動詞などが万葉仮名で小さく書かれる。これを宣命書きという。これは古代において和風を含む漢文体に比べて正確に音声化しうる表記法であって、時代がくだり漢字仮名交じり文が成立してからも祝詞は宣命書きをもって書かれ、こんにちにおいてもこれは同様である。

## 祝詞の種類
今日一般に祝詞といわれるものは、以下のように分類できる。このうち御告文以降は皇室祭祀における特殊な祝詞である。
祝詞（のりと）
もっとも狭い意味での祝詞。神饌その他を奉り、神祇を祀る際に奏上する詞。
拝詞（はいし）
祭典を行わず、単に神祇を拝する際に奏上する詞。
祓詞（はらえことば）
祓を修するとき、祓の神に奏上する詞。
祭詞（さいし）
神社本庁包括下の神社においては、例祭、鎮座祭、本殿遷座祭、式年祭において献幣使が奏上する詞。また、神葬祭において奏上される詞。
御告文（おつげぶみ）
天皇が神祇を親祭するときに奏上する詞。一般に、親告される勅語、または勅語を記した口上書もこう称する。皇太子や皇族の場合は「御」を省き「告文」という。これは明治以降「こくぶん」であったが、現在は「つげぶみ」と称されている。
御祭文（ごさいもん）
勅使が神祇に奏上する詞。明治6年(1873年)4月3日の太政官布告第123号以前は宣命と称した。
策命文（さくみょうぶん）
山陵（天皇・皇后の墓所）や御墓（皇太子・皇族の墓所）において行われる祭祀で奏上する詞。

## 古典祝詞

### 延喜式祝詞
太古より神祭りに際し、何らかの詞を唱えていたらしいことは、記紀の天岩屋戸のくだりにおいて天児屋命がフトノリトゴトを奏したとあり、『古事記』の国譲りのくだりで、神聖な火を切り出して神饌を調理し、神に奉るときに寿詞（火鑚詞）を奏したとの伝承が残っていることから、うかがえる。古代より現代まで祝詞は作られているが、神道古典として、また現代祝詞の規範になっているのは延長5年(927年)12月奏進の『延喜式』巻八に収められている27編の祝詞である。以下に表にして示す（各祝詞の読み方は、青木[2000]によった）。
|    | 分類             | 祝詞名                      | 読み方                                                | 文体   |
| -- | ---------------- | --------------------------- | ----------------------------------------------------- | ------ |
| 1  | 朝廷の恒例祭祀   | 祈年祭                      | としごいのまつり                                      | 宣命体 |
| 2  |                  | 春日祭                      | かすがのまつり                                        | 奏上体 |
| 3  |                  | 広瀬大忌祭                  | ひろせのおおいみのまつり                              | 宣命体 |
| 4  |                  | 龍田風神祭                  | たつたのかぜのかみのまつり                            | 宣命体 |
| 5  |                  | 平野祭                      | ひらののまつり                                        | 奏上体 |
| 6  |                  | 久度古開                    | くどふるあき                                          | 奏上体 |
| 7  |                  | 六月月次                    | みなづきのつきなみ                                    | 宣命体 |
| 8  |                  | 大殿祭                      | おおとのほかい                                        | 奏上体 |
| 9  |                  | 御門祭                      | みかどほかい                                          | 奏上体 |
| 10 |                  | 六月晦大祓                  | みなづきのつごもりのおおはらえ                        | 宣命体 |
| 11 |                  | 東文忌寸部 献横刀時呪       | やまとのふみのいみきべのたちを たてまつるときのしゅ   |        |
| 12 |                  | 鎮火祭                      | ひしずめのまつり                                      | 奏上体 |
| 13 |                  | 道饗祭                      | みちあえのまつり                                      | 奏上体 |
| 14 |                  | 大嘗祭                      | おおにえのまつり                                      | 宣命体 |
| 15 |                  | 鎮御魂斎戸祭                | みたまをいわいべにしずむるまつり                      | 奏上体 |
| 16 | 伊勢の神宮の祝詞 | 二月祈年、六月十二月 月次祭 | きさらぎのとしごい、みなづき しわすのつきなみのまつり | 奏上体 |
| 17 |                  | 豊受宮                      | とようけのみや                                        | 奏上体 |
| 18 |                  | 四月神衣祭                  | うづきのかんみそのまつり                              | 宣命体 |
| 19 |                  | 六月月次祭                  | みなづきのつきなみのまつり                            | 宣命体 |
| 20 |                  | 九月神嘗祭                  | ながつきのかんにえのまつり                            | 奏上体 |
| 21 |                  | 豊受宮同祭                  | とようけのみやのおなじきまつり                        | 奏上体 |
| 22 |                  | 同神嘗祭                    | おなじきかんにえのまつり                              | 宣命体 |
| 23 |                  | 斎内親王奉入時              | いつきのひめみこを たてまつりいるるとき               | 奏上体 |
| 24 |                  | 遷奉大神宮祝詞              | おおかみのみやをうつしまつるのりと                    | 奏上体 |
| 25 | 朝廷の臨時祭祀   | 遷却祟神                    | たたりがみをうつしやる                                | 奏上体 |
| 26 |                  | 遣唐使時奉幣                | もろこしにつかいをつかわすとき みてぐらをたてまつる   | 奏上体 |
| 27 |                  | 出雲国造神賀詞              | いずものくにのみやつこのかんよごと                    | 奏上体 |

### 延喜式祝詞の古写本
現存する最古の写本は九条家本で、平安時代後期に筆写されたと見られる。本文には後世の改変がなく、傍訓も古体の仮名で書かれている。ついで大永3年(1523年)筆写の卜部兼永本があり、これは万葉仮名の用法において九条家本よりも古い形態を残している。その他に兼永本とは異系統の一本である天文11年(1542年)の卜部兼右本がある。

### 祝詞の作成年代
『延喜式』所収の祝詞は作成年代に幅があるが、ある程度、推測できるものもある。上の表中、2はこの神社の創祀が神護景雲2年(768年)であり、3、4はこの祭祀の初見が天武天皇4年(675年)であること、5、6はこの神社の祭祀が延暦年間(782-806年)であること、27の神賀詞奏上の初見が霊亀2年(716年)であり、文中の地名が飛鳥京・藤原京の時代を反映していることから、年代を推定することができる。
また、1、7、10は何次かの改変が加えられていると考えられ、1、4、7、14や後述の「中臣寿詞」の文中にある「天つ社・国つ社」の用語は「近江令」施行中の天智天皇10年(671年)から持統天皇3年(689年)の間とする説もある。

### 祝詞の奏上者
記紀や『古語拾遺』に、忌部氏の祖神・太玉命が幣帛を担当し、中臣氏の祖神・天児屋命（所伝によっては太玉命も）祝詞を奏したとの伝承がある。これを踏まえ、『神祇令』の規定では上の表中、1、7では中臣氏が祝詞を宣り、忌部氏が幣帛を班つことになっており、8、9では斎部氏が、その他は中臣氏が祝詞を読むことになっていた（ただし祭祀の性質上、11や27は除くものと解される）。また10はもっぱら中臣氏が奏したので後世「中臣祓」と呼ばれるようになった。

### 幕末までの研究史
『延喜式』所載の祝詞の研究は、「六月晦大祓」やそれを改変した「中臣祓」を対象として、鎌倉時代から僧侶や神道家の間で注釈が行われたことに始まり、現在に至るまで多種多様な注釈書が存在する。このうち明治以前のものは『大祓註釈大成』にほぼ網羅されている。
江戸時代の半ば、国学者の活動が活発になると前節のような漢語、仏教語を取り入れた祝詞を批判され、延喜式祝詞が見直されるようになった。全体を網羅した注釈は、荷田春満・荷田在満に始まり、賀茂真淵『祝詞考』で本格化し、鈴木重胤『延喜式祝詞講義』に至って頂点に達した。また、全体に亘るものではないが、本居宣長『出雲国造神寿後釈』『大祓詞後釈』は今日なお参看に耐えうる注釈書である。

### その他の古典祝詞
天皇の即位の日や践祚大嘗祭のときに中臣氏が奏上した「中臣寿詞」（天神の寿詞）も重要な文献である。近衛天皇の康治元年(1142年)、大中臣清親が奏上した中臣寿詞は藤原頼長の日記である『台記』別記に所収。他に、その二代前の鳥羽天皇の天仁元年(1108年)、大中臣親定の奏上したものなどがある。また、『延喜式』巻十六、陰陽寮の「儺祭料」条には、十二月晦日の儺祭において陰陽師が唱えた祭文が収められている。
中世以降、祝詞は時代がくだるにつれて、おおむね簡略化、形式化してゆき、神仏習合の流れから漢語、仏教語が取り入れられていった。だが、延喜式の祝詞が官製のものであったのに対し、民間の諸社で実際に奏された祝詞を知ることができる点では貴重なものである。
ある程度まとまった形で残るものとしては、皇大神宮『年中行事詔刀文』や若狭彦神社『詔刀次第』、『住吉大神宮祝詞』『日吉社祝詞口伝書』『諏訪社年内神事次第旧記』がある。断片的に諸書に登載されたものには、『拾芥抄』『執政所抄』に記載のある「宮咩祭文」があげられ、その他『皇太神宮年中行事』『小右記』『柱史抄』『類聚大補任』『吾妻鏡』『朝野群載』『勘仲記』『園太暦』『康富記』『本朝世紀』などに、伊勢大神宮を初め、賀茂、石清水、平野、祇園、北野、春日など諸社の祝詞が収められている。

## 現代の祝詞
現代において神職は、上記の延喜式所載の祝詞や続日本紀の宣命などを典拠として、大和言葉を用いて祝詞を作文している。地鎮祭や建物解体時の工事の安全に関わる祭祀、結婚式、初宮詣などの人生儀礼の祭祀、通夜祭や葬場祭などの葬祭など、祭祀の種類は多岐にわたるが、その祭祀の内容を踏まえてその都度、作文するのが原則である。明治期以降、数多くの祝詞例文集が出版されており、それを作文の上で参考にするのは問題ないが、頼りすぎて表現が固定化され、本来の祝詞の意義からは外れているという指摘もある。一方、祭儀の前に行う修祓での祓詞（はらえことば）や大祓式での大祓詞（おおはらえことば）など、文面が決まっているものを奏上することもある。

## 作法
本節では、おもに神社本庁包括下における神社に奉職する、神職の作法について述べる。

### 大祭式における宮司の作法
まず祭員が神前に軾（ひざつき）を設置する。つぎに宮司は祗候していた場所を起ち、（多くは他の）祭員が捧持してきた祝詞を受ける。このとき宮司は祝詞を笏に添えて持つ。その祭員は自座に戻るのと時を同じくして宮司は神前に進み、軾の前で小揖したのち、左膝より軾について三歩膝進し、着座して深揖する。つづいて再拝、笏を右腿横に置いたあと、祝詞を自らの左側で開き、開ききったのちに祝詞の上端が目の高さにくるようにしてから奏上する。祝詞奏上の間は、諸員みな平伏する。奏上後は再び左側にて祝詞を巻き、巻き終わったのちに笏を右膝上に戻して、それに祝詞を添える。再拝二拍手一拝のあと深揖、右足より三歩膝退してから起ち、小揖して祗候の座に戻る。先に、祝詞を渡した祭員がこの間に本座を離れ、宮司が祗侯の座に戻る途中で待機し、宮司より祝詞を授かる。その間、先に軾を設置した祭員が、神前より軾を撤する。
なお、立礼では軾を用いない。宮司が初めから祝詞を懐中している場合は、むろん上記の祝詞の授受の部分はない。
女子が宮司の場合は祝詞を受け取ったあと、すぐに懐中する。
小揖では15度、深揖では45度、平伏では60度、拝では90度に腰を折って拝礼する。小揖及び深揖では体を起こしたあと笏、扇を正す作法になるが、平伏では体を起こしつつ、笏、扇を正す。また、再拝は拝をつづけて二度、行うことである。

### 執り方、持ち方、扱い方
下記文中「祝詞の折端」は表紙側、表側とほぼ同じ意味である。
祭祀中、斎主（多くは宮司）との間で祝詞の授受を行う祭員は、祝詞の折端を内側にし、右手にて下部を上より、左手にて上部を下より取り、胸の高さ、左をやや高くして持つ。これを斎主に渡すときは、祝詞を立てて、右手で外側からその上部を取り、左手でその下部を支え、折端を外にして渡す。祝詞奏上後、斎主より祝詞を受け取るときは、右手で祝詞の下部を取り、左手でその上部を取って受け取る。
斎主が祝詞を受け取るときは、笏を左手で支え、右手で祝詞の中ほどを横から取って、笏の内側に添えて持つ。祭員に授けるときには、笏を左手で支え、右手で祝詞の上部を外側から取り、折端を外にして授ける。祝詞を開くときは、左手で中ほどを、右手でその折端を取り、左側で開く。奏上後に巻くときも、左側で行う。
女子の場合、祝詞を受けるとき、坐礼では扇を膝前正面に横に置き、跪居もしくは立っている場合には、扇を懐中したあと、右手で祝詞の中ほどを横から取り、左手を下部に添えて受けてこれを懐中してから、扇を再び持つ。祝詞を授けるときは、座っている場合は扇を膝前正面に横に置き、跪居もしくは立っている場合は、扇を懐中後、右手で祝詞の上部を取り、左手で下部に添えて、折端を外にして授ける。授けたあと、扇を再び持つ。

## 神社有職故実
本節では、祝詞に関する神社有職故実に関する事項を述べる。

### 祝詞の料紙
こんにちでは大奉書紙を用いることが多いが、他に鳥の子紙、杉原紙など白い和紙が用いられてきた。勅使が伊勢の神宮や神社、山陵で奏上する御祭文（宣命）の料紙は、延喜式の規定どおり伊勢は縹色、賀茂は紅色、その他は黄色の紙が用いられている。浄書後は七折半になるように折り、末尾から巻く。

### 祝詞袋
祭祀の際には、神職は祝詞を懐中するか、祝詞袋に納めて後取（しどり）に捧持させる。祝詞袋は、多くは赤地大和錦（裏同色平絹）、または青地大和錦（裏白平絹）を用いるが、こんにちでは斎服を装束とする祭祀において白色を、神葬祭の一連の祭儀において鈍色を用いるなど、多様である。安置用と捧持用の二種がある。

### 祝詞正案
出雲大社では、祝詞奏上前に後取が祝詞正案を薦上に据え、その上に祝詞と玉串を置き、祝詞正案の前に軾を敷く。斎主は、祝詞奏上後に祝詞を巻き、祝詞正案の上に置く。後取は祝詞奏上後にこれらを徹する。なお祝詞正案は、祝詞奏上のために使用される小型の案である。